# Oberboihingen
Oberboihingen – miejscowość i gmina w Niemczech, w kraju związkowym Badenia-Wirtembergia, w rejencji Stuttgart, w regionie Stuttgart, w powiecie Esslingen, wchodzi w skład wspólnoty administracyjnej Nürtingen. Leży nad Neckarem, ok. 12 km na południe od Esslingen am Neckar, przy autostradzie A8, drogach krajowych B313 i B297.

## Demografia
- 1961: 3 039
- 2000: 5 385
- 2005: 5 385

## Współpraca
Miejscowość partnerska:
- Seebergen – dzielnica Drei Gleichen, Turyngia